# Херефордская карта

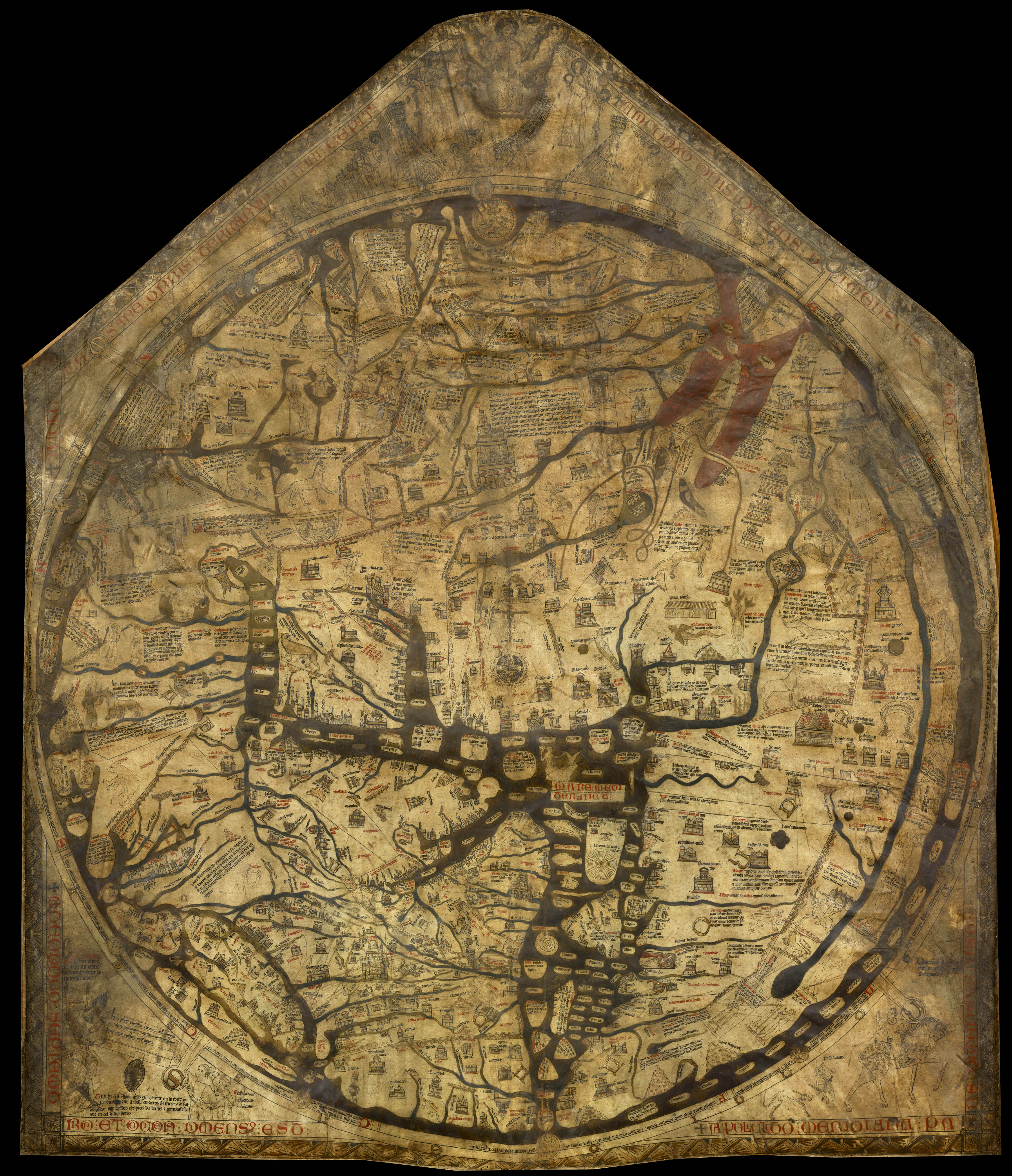
Херефордская карта

Херефордская карта мира — наиболее крупная по размерам (размер табулы, подобной по своему виду Ноеву ковчегу, составляет 1650—1350 мм) сохранившаяся карта европейского Средневековья (mappa mundi). Создана Ричардом Хальдингамским и Лаффордским (англ. Richard of Haldingham and Lafford) в 1285—1290 годах. Хранится в Англии, в Херефордском соборе. Принадлежит к классическому типу карт типа Т-О. Автором карты в пояснении на полях назван Ричард де Белло.
Хотя к тому времени в Европе имели хождение описания путешествий Рубрука и других посланцев ко двору монгольского хана, составитель карты, очевидно, по вековой традиции руководствовался Библией и трудами Отцов Церкви.
В 2007 году ЮНЕСКО включило Херефордскую карту в реестр «Память мира».

## Описание
На карте за пределами земного круга помещены четыре стороны света и 12 основных ветров тералогического вида, а также большими буквами по периметру карты нанесено слово «MORS» (напоминание о бренности земного бытия). Карта ориентирована на Восток и содержит около 1100 легенд. В центре карты расположен Иерусалим, а западные страны в стороне.
Под сценой Вознесения, в океане, на круглом острове, изображен Земной Рай, отделенный мощной крепостной стеной от грешного мира людей. С правой стороны от Рая присутствует сцена искушения Змеем Евы у подножия древа (лат. arbor balsam; arbor sicca), из побегов которого был сделан Крест Животворящий. Вверху представлена сцена Страшного Суда.
В районе древнего Булгара присутствует миниатюра, снабженная легендой: «Аримаспы сражаются с грифами за изумруды. У грифов головы и крылья, как у орла, а тело подобно львиному. Они могут нести по воздуху даже быка» (лат. «Carimaspi. Cum griphis pro smaragdis dimicant. // Griphes capitibus et alis aquileas, corpore leones imitantur, volando bovem portabunt»).
На Херефордскую карту нанесены реки Дон и Днепр, Азовское море и даже Фарерские острова. Они соседствуют с библейскими и классическими сюжетами — лабиринтом Минотавра, Эдемским садом, Ноевым ковчегом. В центре мира по средневековой традиции изображён Иерусалим.